# الشباب الرياضي المطوي
الشباب الرياضي المطوي تكونت هذه الجمعية الرياضية بتونس العاصمة عام 1947، وهي تضم أبناء الجالية المنحدرة من بلدة المطوية الموجودين بالحاضرة. علما وأن هذه الجالية قد أسست العديد من الجمعيات التضأمنية والثقافية الأخرى. كما ساهم أبناؤها في العمل السياسي والنقابي وبرز عدد منهم من أهم بلقاسم القناوي وبلحسين جراد في الحزب الحر الدستوري الجديد وعلي ومحمد جراد في الحزب الشيوعي التونسي. صعد فريق كرة القدم لهذه الجمعية عام 1956 إلى القسم الأول، إلا أن هذه الجمعية تلعب حاليا ومنذ عدة سنوات ضمن الأقسام الدنيا، وهي علاوة على فرع كرة القدم تضم فروعا أخرى وخاصة منها الملاكمة.

## من اللاعبين
ضمت جمعية الشباب الرياضي المطوي لاعبين كبارا من أمثال إبراهيم بن ميلاد (شهر فرزيط) وعبد الحميد الشيخ وبوبكر جراد ويوسف بن يحي والمختار جراد، والكامل بن عبد العزيز الذي لعب في الترجي الرياضي التونسي منذ 1968.

## في القسم الأول
- عدد المواسم: 4
- مجموع المقابلات: 100
- الانتصارات: 26
- التعادلات: 36
- الهزائم: 38
- الأهداف المسجلة: 158
- الأهداق المقبولة: 192

## رؤساء النادي
- 1946- 1947: الكيلاني الشريف
- 1955- 1956: التيجاني شمام وقد صعدت الجمعية آنذاك إلى القسم الأول.